# 8125 Tyndareus
8125 Tyndareus è un asteroide troiano di Giove del campo greco. Scoperto nel 1973, presenta un'orbita caratterizzata da un semiasse maggiore pari a 5,1823084 UA e da un'eccentricità di 0,0462285, inclinata di 13,12042° rispetto all'eclittica.
L'asteroide è dedicato a Tindaro, re di Sparta.